# K2-133
K2-133 è una stella nana rossa distante circa 245 anni luce dal sistema solare, visibile come un oggetto di magnitudine 14 nella costellazione del Toro. Nel 2017, nell'ambito della seconda parte della missione Kepler, sono stati scoperti tre pianeti orbitare attorno alla stella, mentre un quarto, K2-133 e, è stato scoperto nel 2019.

## Caratteristiche
K2-133 è una piccola nana rossa di classe M meno massiccia e più fredda del Sole. La sua massa e il suo raggio sono rispettivamente il 45% e il 47% di quello della nostra stella, mentre la sua temperatura superficiale è attorno ai 3500 K. 
Data la sua debole luminosità, non è visibile a occhio nudo o con piccoli telescopi, ma solo con telescopi professionali o amatoriali di almeno 150-200 mm di diametro.

## Sistema planetario
I primi tre pianeti scoperti orbitano piuttosto vicini alla propria stella, e probabilmente sono in rotazione sincrona, volgendo quindi sempre lo stesso emisfero verso la stella madre. Il quarto pianeta, con una temperatura di equilibrio di 296 K, si trova dentro la zona abitabile del sistema, nonostante riceva l'80% in più della radiazione che riceve la Terra dal Sole. Essendo anch'esso in blocco mareale potrebbe avere alcune parti della superficie con le condizioni adatte per sostenere acqua liquida in superficie, come lungo la zona intermedia perennemente in penombra.
Considerando studi degli anni 2010, i pianeti con raggi superiori a 1,6 r⊕ potrebbero avere un inviluppo relativamente denso di gas leggeri come idrogeno ed elio, e non essere pianeti rocciosi ma piuttosto nani gassosi, come l'ultimo pianeta scoperto nel sistema, il cui raggio è del 73% superiore a quello terrestre. Per il suo raggio ridotto, il pianeta b è invece certamente di natura rocciosa, mentre i due pianeti intermedi si trovano ai limiti del range che va da 1,6 a 2 volte il raggio terrestre, entro il quale statisticamente esistono pochi pianeti noti. 
Lo studio di questo sistema suggerisce che il "gap" statistico di pianeti con raggi da 1,6 volte al doppio di quello terrestre sia causato da processi di fotoevaporazione dell'atmosfera; in pratica le nane rosse sono molto attive nel loro primo periodo di vita e tendono a spogliare i pianeti un po' più massicci della Terra delle loro atmosfere, lasciando alla fine dei nuclei rocciosi. I pianeti molto più massicci riescono invece a mantenere l'inviluppo gassoso in quella fase intermedia, successiva alla fase iniziale, durante la quale la stella, poco a poco, diviene più tranquilla. I pianeti di questo sistema si troverebbero in questa fase intermedia, in particolare il pianeta e, che secondo gli autori dello studio che ha portato alla sua scoperta potrebbe essere un pianeta oceanico.

### Prospetto sul sistema
Sotto un prospetto del sistema di K2-133; le masse sono solamente una stima e non derivano da misurazioni dirette, in quanto i pianeti sono stati scoperti col metodo del transito e solo i loro raggi sono noti con precisione.
| Pianeta | Massa   | Raggio       | Periodo orb.    | Sem. maggiore | Scoperta |
| ------- | ------- | ------------ | --------------- | ------------- | -------- |
| b       | 2,19 M⊕ | 1,34 r⊕      | 3,07133 giorni  | 0,03194 UA    | 2017     |
| c       | 3,18 M⊕ | 1,60 r⊕      | 4,86784 giorni  | 0,04341 UA    | 2017     |
| d       | 8,27 M⊕ | 2,00 r⊕      | 11,02454 giorni | 0,07487 UA    | 2017     |
| e       | —       | 1,73±0,14 r⊕ | 26,5841 giorni  | 0,1346 UA     | 2019     |